# Ayerdhal

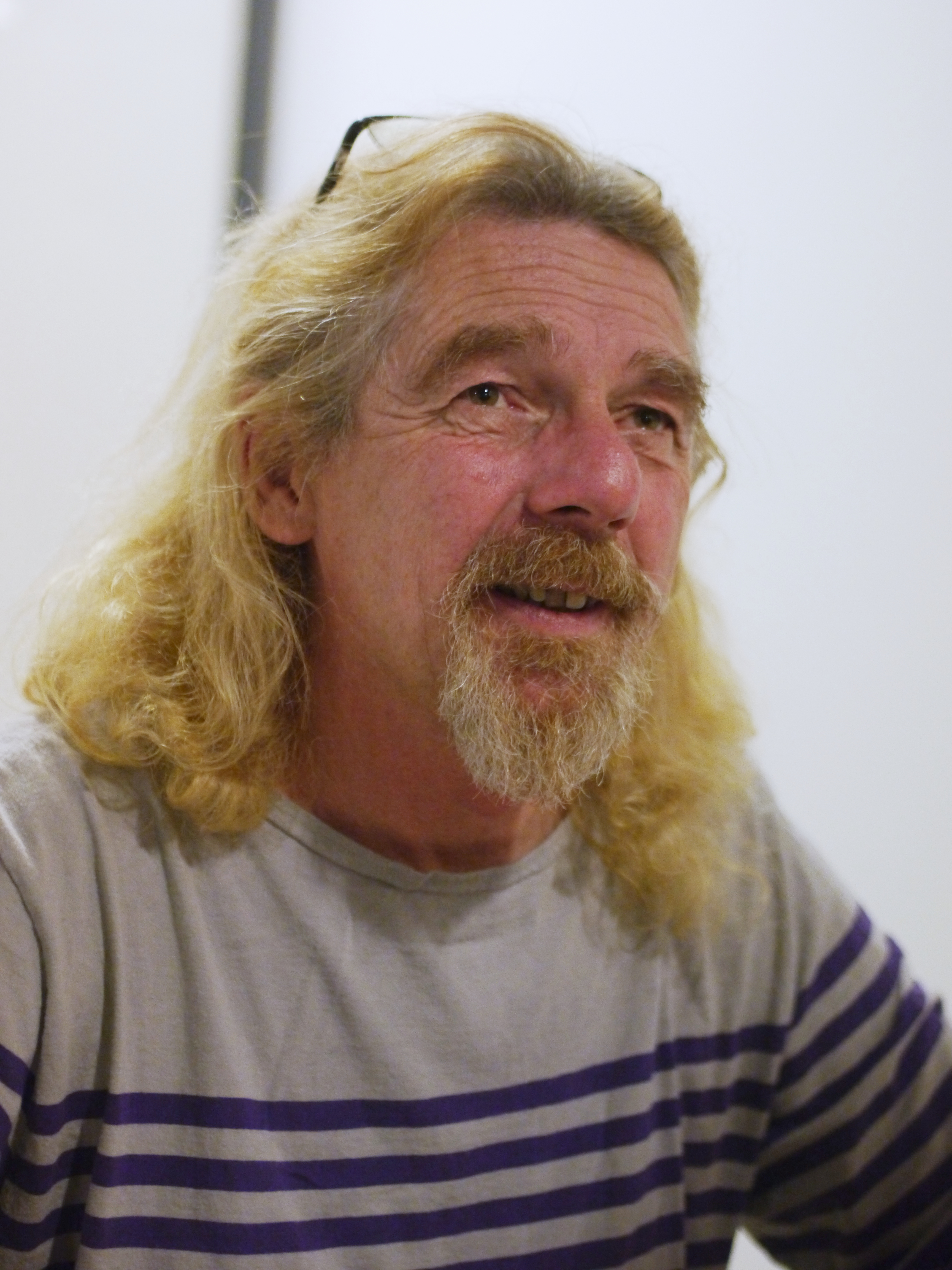
Ayerdhal (2014)

Yal Ayerdhal (* 26. Januar 1959 in Lyon; † 27. Oktober 2015 in Brüssel), eigentlich Marc Soulier, war ein französischer Science-Fiction-Schriftsteller.

## Leben und Werk
Marc Soulier wuchs in der Lyoner Vorstadt Vénissieux auf, in einem traditionell politisch linken Milieu. Sein Vater Jacky Soulier gilt als der bekannteste französische Sammler von Science-Fiction. So besitzt er beispielsweise sämtliche Werke der Reihe Anticipation des Verlags Fleuve noir. Die Sammlung des Vaters erweckte auch im Sohn die Leidenschaft für Science-Fiction. Im Alter von 13 Jahren wählte er sein Pseudonym Ayerdhal und behielt es zeitlebens bei.
Ayerdhal übte eine ganze Reihe von Berufen aus: Skilehrer, Profi-Fußballer, Angestellter bei L’Oréal und Unternehmer. Gleichwohl schrieb er während dieser ganzen Zeit. Mit 28 Jahren reichte er sein erstes Manuskript bei einem Verlag ein, La Bohème et l’Ivraie. Es handelt von einem Künstler, der gegen ein politisches Regime revoltiert. Das Buch erschien 1990 bei Fleuve noir.
Ayerdhal bewunderte die Amerikaner Ray Bradbury, Frank Herbert und Norman Spinrad. Nach seinem Erstlingswerk schrieb er eine Reihe weiterer Dystopien, aber auch Weltraumopern. Er sah sich als Aufklärer im Sinne der von ihm zitierten These von Jean-Paul Sartre:

« La fonction de l’écrivain est de faire en sorte que nul ne puisse ignorer le monde et que nul ne puisse s’en dire innocent. »

„Die Aufgabe des Schriftstellers ist, dafür zu sorgen, dass niemand die Welt ignorieren kann und niemand sagen kann, er sei an ihr unschuldig.“

1993 erhielt er den Grand Prix de l’Imaginaire für Demain, une oasis. In diesem Roman entführt ein humanitäres Kommando einen Arzt aus Genf in ein Dorf der Sahelzone, damit er dort seinen Beruf in einem Flüchtlingscamp ausübt.
Obwohl sie auf fremden Welten spielen, sind seine Erzählungen realistisch und politisch. Sie feiern den Aufstand zur Freiheit. Ayerdhal sah Science-Fiction als Nachfolgerin der Philosophie an; als die Domäne, in der man noch über die Menschheit und ihre Zukunft spekuliere. Mit Transparences, 2004 bei Diable Vauvert erschienen, wechselte Ayerdhal zum Genre des Krimi. Später mischte er die beiden Gattungen. Bastards, 2004 bei Diable Vauvert erschienen, beginnt als klassischer Krimi und kippt dann ins Paranormale. Unterdessen wendete er sich wieder einer alten Leidenschaft zu, dem fünften Band seines Zyklus Cybione. Dessen Heldin Eylia muss sich in selbstmörderische Aktionen stürzen, die sie stets überlebt. Allerdings verliert sie dabei jedes Mal das Gedächtnis über ihr vorangegangenes Leben. Ayerdhal fand nicht mehr die Zeit, das Werk fertigzustellen.
Sein Eintreten für Toleranz, für die Umwelt und für die gerechte Verteilung der Reichtümer zieht sich durch alle Genres. 2013, zwanzig Jahre nach Demain, une oasis, wendete er sich im Thriller Rainbow Warriors erneut Afrika zu. Das Werk kann als politische Fiktion gelesen werden, als soziale Utopie oder in wiederum anderer Lesart als Spionagethriller, in dem die westlichen Staaten sich schuldig machen mit Geheimdienst-Aktionen zur Wahrung ihrer Interessen. Ein Heer von 5000 Lesben, Schwulen, bisexuellen und trans Menschen aus fünf Kontinenten bringt eine homophobe Diktatur zu Fall, die ihre Kultur und ihre Bodenschätze an multinationale Konzerne verramscht. Auch für die Rechte der Autoren setzte sich Ayerdhal ein: Im Oktober 2000 gründete er dazu die Interessengemeinschaft Le droit du Serf.
Ayerdhal starb an einem Krebsleiden. Seine Leser ließ er in den sozialen Netzwerken an seiner Krankheit teilhaben.

## Auszeichnungen
- 1993: Grand Prix de l’Imaginaire für Demain, une oasis
- 2011: Prix Cyrano für das Lebenswerk
- 2013: Prix Rosny aîné für die ErzählungRCW (Preis geteilt mit Thomas Geha)
- 2014: Prix Rosny aîné für den Roman Rainbow Warriors (Preis geteilt mit L. L. Kloetzer)
- 2015: Prix Rosny aîné für den Roman Bastards